# Spring Hill (Indiana)
Spring Hill é uma cidade  localizada no estado americano de Indiana, no Condado de Marion.

## Demografia
Segundo o censo americano de 2000, a sua população era de 97 habitantes.
Em 2006, foi estimada uma população de 97, um aumento de 0 (0.0%).

## Geografia
De acordo com o United States Census Bureau tem uma área de
0,3 km², dos quais 0,3 km² cobertos por terra e 0,0 km² cobertos por água.

## Localidades na vizinhança
O diagrama seguinte representa as localidades num raio de 8 km ao redor de Spring Hill.